# إغناثيو فيلازكيز ريفيرا
إغناثيو فيلازكيز ريفيرا هو سياسي إسباني، ولد في 1953 في سبتة في إسبانيا. نشط حزبياً في الحزب الشعبي.